# Ne mi dihat za ovratnik
Ne mi dihat za ovratnik je tretji studijski album mariborske novovalovske skupine Lačni Franz, izdan pri založbi Helidon v obliki vinilne plošče leta 1983 in v obliki CD-ja leta 1997.

## Seznam pesmi
Vse pesmi je napisal in uglasbil Zoran Predin, razen kjer je to navedeno.
| Stran A | Stran A                   | Stran A    | Stran A |
| Št.     | Naslov                    | Glasba     | Dolžina |
| ------- | ------------------------- | ---------- | ------- |
| 1.      | „Ne mi dihat za ovratnik‟ |            | 3:19    |
| 2.      | „Prvi maj‟                |            | 5:48    |
| 3.      | „Kamikaze‟                |            | 3:14    |
| 4.      | „Bela simfonija‟          | Oto Rimele | 5:48    |

| Stran B | Stran B                                      | Stran B  | Stran B | Stran B |
| Št.     | Naslov                                       | Besedilo | Glasba  | Dolžina |
| ------- | -------------------------------------------- | -------- | ------- | ------- |
| 5.      | „Ker sn htel bit včasih malo sam‟            |          | Rimele  | 2:52    |
| 6.      | „Aluleja‟                                    | Rimele   | Rimele  | 4:32    |
| 7.      | „Lipa zelenela je‟                           |          | Rimele  | 3:51    |
| 8.      | „Prosim, pazi, da mi ne pohodiš podočnjakov‟ |          | Rimele  | 5:56    |

## Zasedba

### Lačni Franz
- Zoran Predin – vokal
- Mirko Kosi – klavir
- Oto Rimele – električna kitara
- Andrej Pintarič – bobni
- Sašo Stojanovič – bas kitara

### Ostali
- Borut Sešek – spremljevalni vokali
- Meta Močnik – spremljevalni vokali
- Boris Bele – produkcija, urednik
- Miran Podlesnik – oblikovanje ovitka
- Aco Razbornik – snemanje